# ガディアガ・モハマド・アルバシール
ガディアガ・モハマド・アルバシール（中国語: 阿巴西、英語: Mohammad Al Bachir Gadiaga、1998年4月27日 - ）は、台湾の男子プロバスケットボール選手である。ポジションはシューティングガード・スモールフォワード。B.LEAGUEの秋田ノーザンハピネッツ所属。

## 来歴
千葉県で生まれ3歳から10歳までセネガルで過ごした後、台湾に移住。
中学まではテコンドーをしており、高校で本格的にバスケを始めた。
世新大学では2018-19の大学2部リーグ優勝、2020-21の1部リーグ準優勝に貢献。
卒業後の2020年、T1 リーグのNew Taipei CTBC DEAに加入し、2シーズン連続でレギュラーシーズンにMVPに輝く。同年、国籍をセネガルから台湾に変更した。
2024年、B.LEAGUEの秋田ノーザンハピネッツに移籍。

### チャイニーズタイペイ代表
2021年よりチャイニーズタイペイ代表
2024年11月、2025年FIFAアジアカップ予選のメンバーにも選出され、1月21日の香港戦ではゲームハイとなる18得点を記録した。

## 人物
父はフランスとセネガルのハーフで留学を機に台湾へ移住。母は中央アフリカ生まれで南アフリカとアフリカ系アメリカ人のハーフ。両親は台湾で出会い、結婚後に日本へ移住した。

## チャイニーズタイペイ代表歴
- 2025FIBAアジアカップ予選